# Savio Hon
Savio Hón Táj-faj (Hongkong, 1950. október 21. –), hongkongi római katolikus püspök, Görögország apostoli
nunciusa.

## Élete
1975-ben lépett be a szalézi rendbe, ahol 1982-ben pappá szentelték. A Pápai Szalézi Egyetemen szerzett teológiai doktorátus után kínai rendtartományának provinciálisa lett. 2004-ben a Nemzetközi Teológiai Bizottság tagja volt. Neki tartozunk a Katolikus Egyház Katekizmusának kínai fordításával is. 2010. december 23-án silai címzetes püspökké és a Népek Evangelizációja Kongregáció titkárává nevezték ki. A következő február 5-én XVI. Benedek pápa személyesen szentelte fel püspökké. 2016. június 6-án a pápa a guami Agañai főegyházmegye sede plena apostoli kormányzójává (az érseki szék be volt töltve)tisztévé is kinevezte, ezt a pozíciót a következő október 31-ig, különleges jogkörökkel rendelkező koadjutor érsek kinevezéséig meg is tartotta. Ferenc pápa 2017. szeptember 28-án Görögország apostoli nunciusává nevezte ki.

## Fordítás
- Ez a szócikk részben vagy egészben  a   Savio Hon Tai-Fai című francia Wikipédia-szócikk ezen változatának fordításán alapul.  Az eredeti cikk szerkesztőit annak laptörténete sorolja fel. Ez a jelzés csupán a megfogalmazás eredetét és a szerzői jogokat jelzi, nem szolgál a cikkben szereplő információk forrásmegjelöléseként.